# Utbytbara läkemedel

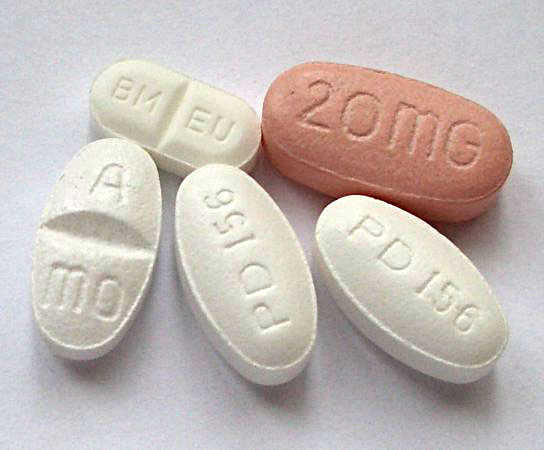

Utbytbara läkemedel är läkemedel som kan bytas mot varandra på apotek utan ett beslut av den som förskrivit läkemedlet. Utbyte av läkemedel på apotek regleras i lagen (2002:160) om läkemedelsförmåner m.m. och innebär att det förskrivna läkemedlet ska bytas ut mot det billigaste, likvärdiga läkemedlet som finns tillgängligt på det enskilda apoteket. Om förskrivaren anser att det finns medicinska skäl kan han/hon motsätta sig att läkemedlet byts ut genom att på receptet signera en särskild ruta. Patienten kan också välja att få det läkemedel som doktorn förskrivt, men merkostnaden räknas då inte in i läkemedelsförmånen.
För att läkemedel ska vara utbytbara måste ett antal kriterier vara uppfyllda. De viktigaste är att läkemedlen ska:
- innehålla samma aktiva beståndsdel(ar) (olika saltformer kan dock accepteras)
- innehålla samma mängder av aktiva beståndsdelar
- ha samma läkemedelsform (vissa undantag finns, vanliga kapslar och tabletter är utbytbara)
- vara bioekvivavlenta/terpeutiskt ekvivalenta

Endast godkända läkemedel som ingår i läkemedelsförmånen kan bytas på apotek. Det betyder att s.k. licensläkemedel inte omfattas. 
Vilka läkemedel som är utbytbara mot varandra beslutas av Läkemedelsverket. Dessa läkemedel grupperas ihop och inom varje grupp är alla läkemedel ömsesidigt utbytbara. Utbytbara läkemedel kan vara såväl originalläkemedel, generiska läkemedel som parallellimporterade läkemedel, men i vissa fall även s.k. bibliografiskt godkända läkemedel.
Grunden för de besparingar som kan göras inom utbytessystemet är den konkurrens som uppstår då ett originalläkemedel förlorar sitt patentskydd (substans, tillverkningssätt etc.). Konkurrenter, vilka inte har haft samma kostnader för forskning och utveckling som originaltillverkaren, kan då sätta betydligt lägre priser. Utbytessystemet gör att denna priskonkurrens får ett omedelbart genomslag på marknaden. Tidigare kom denna effekt sakta över tiden allteftersom förskrivare vande sig vid att förskriva billigare läkemedel.
Sedan utbytbarhet på apotek infördes i Sverige den 1 oktober 2002 har betydande besparingar gjorts på samhällets läkemedelskostnader. Till detta har särskilt patentutgångar på flera viktiga läkemedelssubstanser bidragit, till exempel simvastatin, omeprazol, citalopram, amlodipin och sertralin. 

## Exempel
Då Astra Zenecas läkemedel Losec förlorade sitt patentskydd kunde likvärdiga läkemedel med den aktuella verksamma substansen, omeprazol, börja framställas av andra läkemedelsbolag under namn såsom Omeprazol ratiopharm, Omeprazol Sandoz samt Omeprazol Bluefish. Dessa är billigare varianter än originalläkemedlet men har andra hjälpämnen, ser annorlunda ut men fyller samma funktion behandlingsmässigt sett. Senare har Losec uteslutits ur läkemedelsförmånen och är därför inte längre med i utbytbarhetssystemet.

## Skillnader
Även om utbytbara läkemedel är likvärdiga motsvarigheter, så kan det finnas skillnader dem emellan. Ofta skiljer de sig från varandra när det gäller vilka hjälpämnen som ingår. Det betyder att om man är allergiska mot något av dessa hjälpämnen bör den förskrivande läkaren välja att skriva ut ett läkemedel som inte innehåller detta hjälpämne samt signera receptet så att det inte byts ut. Även utseende (form, färg, prägling) skiljer sig vanligen åt. 
Det kan även finnas skillnader i den produktresumé som godkänns tillsammans med varje läkemedel och som sammanfattar läkemedlets egenskaper. Det kan vara skillnader i godkända användningsområden (indikationer) eller hur varningar och kontraindikationer uttrycks. Dessa skillnader beror vanligen på att läkemedlen godkänts i ett gemensamt förfarande där flera EU-länder varit inblandade. Resultatet blir då en kompromiss mellan de olika texter som originalläkemedlet har i de olika länderna. Dessa skillnader har alltså inget att göra med faktiska skillnader hos läkemedlen.
I sällsynta fall kan patienten märka skillnad mellan originalläkemedlet och det "nya", exempelvis genom försämring och nya symptom. Oftast beror detta på att andra komponenter används vid framställning av den verksamma substansen eller skillnader såsom olika salter. Då kan läkaren förbjuda apoteket att lämna ut generikum genom att ange på receptet att det inte är utbytbart.